# Citrus glauca
Citrus glauca (Lindl.) Burkill, 1932, comunemente conosciuto come limetta del deserto o della boscaglia (outback lime), è un arbusto spinoso, o piccolo albero della famiglia delle Rutacee, originario del Queensland, Nuovo Galles del Sud e  Australia Meridionale.

## Descrizione

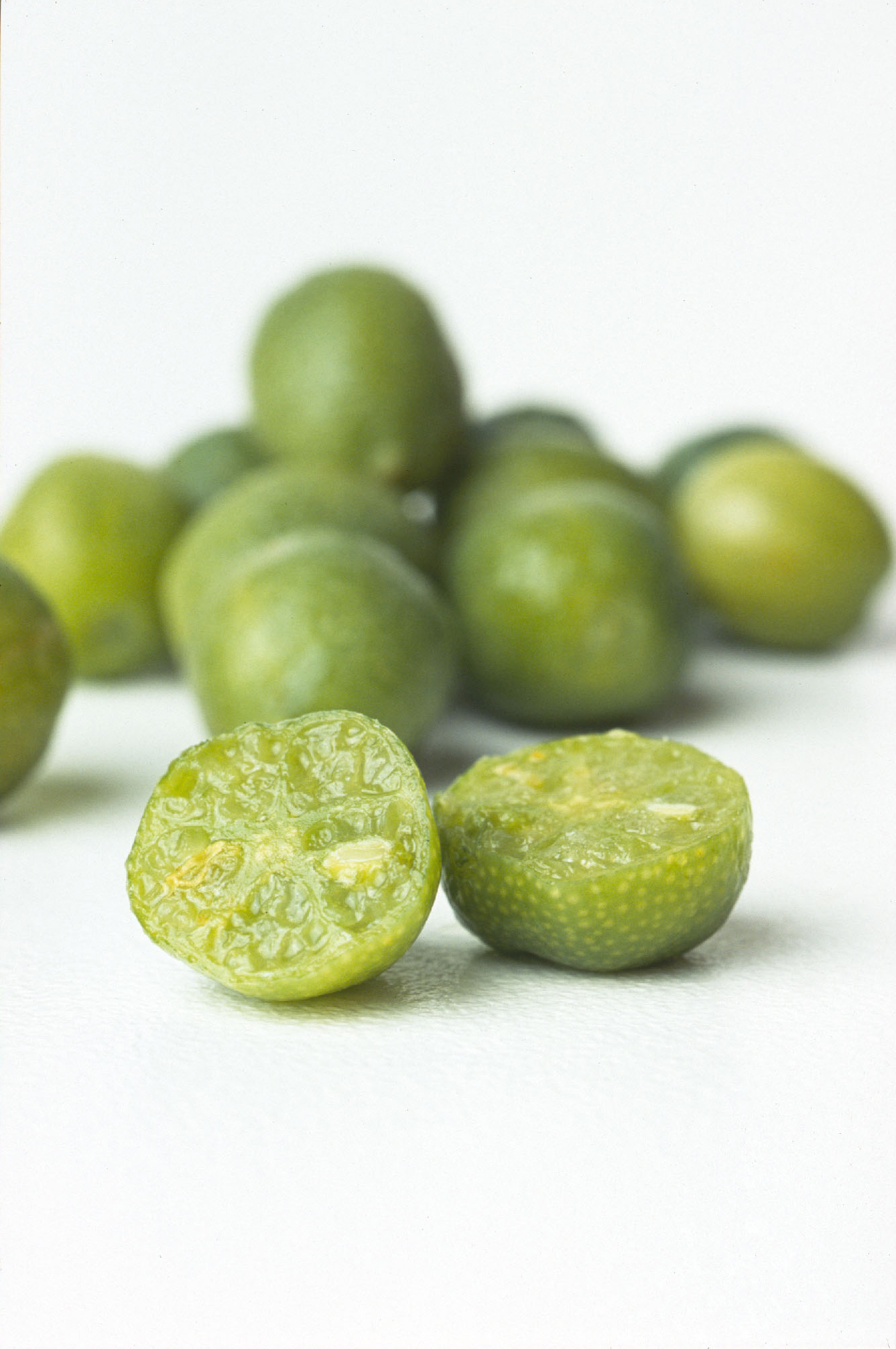
Frutti

È un piccolo cespuglio spinoso, i fiori sono piccolissimi ed i frutti, tondi, giallo-verdi a maturità hanno un diametro di 18–20 mm. I vacuoli della buccia sono ricchissimi di essenze. Il sapore della polpa è quello del limone (molto acido).
I fusti ed i rami sono molto sottili, le foglie sono nastriformi, allungate erette o pendenti. Le parti verdi della pianta sono coperte da una pruina glauca, cioè di colore verde-azzurrino, cerosa, da cui deriva L'epiteto specifico.
La specie possiede alcune caratteristiche molto interessanti, legate al suo ambiente di origine.
- La estrema resistenza al caldo, al freddo e alla siccità. In particolare per il clima estremamente arido subisce la caduta delle foglie, ma il metabolismo della pianta continua con la fotosintesi della parte di corteccia dei rami giovani che è dotata di clorofilla.
- Ha un ciclo vitale estremamente breve tra fioritura (primaverile) e maturazione dei frutti per utilizzare al meglio i brevi periodi favorevoli, per cui la fruttificazione avviene in meno di tre mesi dalla fioritura, cioè prima del caldo torrido. Questa è una caratteristica molto interessante tra gli agrumi.
- La produzione di pruina sulle foglie (cera protettiva per i violenti raggi solari nel deserto) è proporzionale alla violenza della irradiazione solare; in condizioni di irradiazione solare normale la produzione di pruina è modesta.
- La pianta è molto spinosa per proteggersi dalla brucatura delle foglie, ma quando la pianta raggiunge una altezza, (se gli è possibile), tale da non subire brucatura, cessa la produzione di spine. Quindi la onerosa produzione di spine è modulata.
- La specie ha una buona variabilità, per quanto riguarda la struttura della pianta, le modalità di fioritura, fruttificazione, e dimensione e tipo di frutti, per adattarsi ai vari tipi di ambienti australiani. Sono state realizzate in Australia diverse selezioni che favoriscono la coltivazione razionale.
- La specie è di facile ibridazione con limone ed arancio amaro, e con ibridi intermedi, questo è interessante per trasferire le sue caratteristiche.
La radicazione delle talee è indicata come difficile. A volte i frutti sono privi di semi o con semi abortiti, e la vitalità di germinazione dei semi è considerata "variabile".

## Distribuzione e habitat
La pianta è tipicamente una pianta del deserto arido, steppico, a bassi arbusti spinosi del bush australiano; è senz'altro l'agrume con le maggiori adattabilità all'ambiente estremo, tollerando suolo povero, siccità estrema, il caldo (45 °C), ed il freddo −10 °C.

## Usi
La pianta è piuttosto diffusa in natura, ed è stata utilizzata dai nativi come importante risorsa. La sua presenza in natura è in diminuzione, per l'espansione della agricoltura specializzata. È comunque coltivata ampiamente nelle sue varietà selezionate, per la maggiore produttività, uniformità di produzione ed anche per la possibilità di raccolta meccanizzata.
La coltivazione (in drastico aumento) è praticata per ricavarne derivati, bevande, succhi e marmellate.